# Forêt nationale de Três Barras
Pour les articles homonymes, voir Três Barras et Barras.
La forêt nationale de Três Barras (portugais : Floresta Nacional de Três Barras) est une forêt nationale brésilienne. Elle se situe dans l'État du Santa Catarina.
Le parc fut créé en 1944 et couvre une superficie de 4 385,33 hectares.
Il s'étend sur le territoire de la municipalité de Três Barras